# Grabovica (Doboj)
Pour les articles homonymes, voir Grabovica.
Grabovica (en serbe cyrillique : Грабовица) est un village de Bosnie-Herzégovine. Il est situé sur le territoire de la ville de Doboj et dans la république serbe de Bosnie. Selon les premiers résultats du recensement bosnien de 2013, il compte 641 habitants.

## Géographie
Le village est situé au bord de la rivière Rudanka, un affluent gauche de la Bosna.

## Démographie

### Évolution historique de la population dans la localité
| 1948 | 1953 | 1961 | 1971 | 1981 | 1991 | 2013 |
| ---- | ---- | ---- | ---- | ---- | ---- | ---- |
| -    | -    | 719  | 731  | 765  | 798  | 641  |

|  |